# 天主教尼科西亚教区
天主教尼科西亞教區（拉丁語：Dioecesis Nicosiensis o Herbitensis）是天主教會在義大利的一個教區。屬墨西拿-利帕里島-聖盧恰德爾梅拉總教區。
教區成立於1817年3月17日，包括恩納省十二市。2004年有教友81,250人，佔轄區總人口99.7%。教區下轄四十個堂區，有六十六名司鐸。現任教區主教為薩瓦托·穆拉圖。